# Kalininiec
Kalininiec (ros. Калининец) – osiedle typu miejskiego w Rosji, w obwodzie moskiewskim, w rejonie naro-fomińskim. W 2010 liczyło 21 774 mieszkańców.